# Detlev von Reventlow (1712–1783)

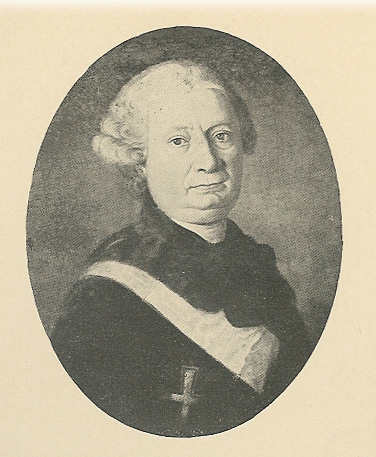
Detlev von Reventlow

Detlev (oder auf Dänisch Ditlev) von Reventlow (* 28. Oktober 1712 auf Gut Altenhof; † 5. Dezember 1783 in Kiel) war ein schleswig-holsteinischer Ritter, dänischer Graf und Staatsmann und Kurator der Christian-Albrechts-Universität Kiel.

## Herkunft
Detlev von Reventlow war der älteste Sohn von Cay Friedrich von Reventlow (1685–1762) und dessen Gemahlin Hedwig Ida geb. v. Buchwaldt (1690–1761).

## Leben
1730 begann er das Studium der Staatswissenschaften an der Universität Kiel, das er in Frankfurt (Oder) und Leipzig fortsetzte. 1735 schloss er das Studium mit der Dissertation De nexu foederum inter imperium Romano-Germanicum et regnum Daniae ab.
Nach Abschluss des Studiums wurde er 1736 Kammerjunker bei Sophie Magdalena, der Gemahlin Christians VI. von Dänemark. 1746 ernannte ihn Friedrich V. zum Kammerherrn, 1749 zum Oberpräsidenten von Altona. Von 1751 bis 1754 war er dänischer Gesandter in Paris. Nach seiner Rückberufung wurde ihm als Hofmeister die Erziehung des Kronprinzen, des nachmaligen Königs Christian VII., übertragen. 1759 wurde er Geheimer Konferenzrat, 1763 Oberhofmeister des Kronprinzen und Mitglied des Conseils, der eigentlichen Regierung, 1764 Erster Deputierter der Rentekammer, der Westindisch-guineischen Rente- und Generalzollkammer, außerdem Mitglied der Obersteuerdirektion. Er war an der Vorbereitung der Tauschverhandlungen mit Russland für die Gewinnung des Gottorfer Anteils von Holstein maßgeblich beteiligt.
Als Erzieher des Prinzen ließ er übermäßige Härte gegenüber dem mutterlosen Kind walten. Nach dem Tod von Friedrich V. enthob ihn Christian VII. noch im Januar 1766 aller seiner Ämter. Reventlow wurde jedoch in Anerkennung seiner bisher geleisteten Dienste 1766 mit dem Elefanten-Orden belohnt und am 14. Dezember 1767 in den dänischen Lehnsgrafenstand erhoben. Kurz darauf wurde er von Johann Hartwig Ernst von Bernstorff wieder ins Conseil zurückberufen und 1766 zum Oberkammerherr und 1767 zum Deputierter im Ökonomie- und Kommerzkollegium ernannt. Als aber Johann Friedrich Struensee 1770 das Conseil auflöste, verlor Reventlow alle seine Ämter und zog sich auf seine Güter zurück.
Nach Struensees Sturz wurde er 1773 Principal-Commissarius für den Abschluss des Vertrags von Zarskoje Selo, mit dem der dänische Gesamtstaat begründet wurde. 1775 bestellte ihn Andreas Peter Bernstorff zum Kurator der Universität Kiel, was er bis zu seinem Lebensende blieb. Unter seiner Kuratur wurde 1776 das Indigenatsgesetz erlassen, das verfügte, dass künftige Staatsdiener der Herzogtümer Schleswig und Holstein mindestens zwei Jahre in Kiel studiert haben mussten. Dieses Gesetz führte zu einem großen Aufschwung der Universität.
Detlef Reventlow erbte von seinem Vater die Güter Altenhof und Glasau. 1764 kaufte er von Jean Henri Desmercières Gut Emkendorf, 1767 von Detlef von Reventlow Gut Wittenberg und 1782 das Altenhof benachbarte Gut Aschau.

## Familie
Detlev von Reventlow heiratete 1745 Margarethe von Raben (* 8. Dezember 1726, † 13. September 1794), eine Tochter des Geheimrats Friedrich von Raben (1693–1773) auf Aalholm und der Bertha geb. von Plessen (1707–1786), mit der er folgende Kinder hatte:
1. Cay Friedrich von Reventlow (1753–1834)
2. Friedrich Karl von Reventlow (1755–1828) ⚭ Friederike Juliane von Reventlow (1762–1816)
3. Christian von Reventlow (* 9. Januar 1759 Kopenhagen, † 27. November 1816, auf Gut Wittenberg), dänischer Generalmajor, unverehelicht
4. Hedwig Ida von Reventlow (* 1. Dezember 1760 Kopenhagen, † 4. April 1837), Stiftsdame in Preetz.
5. Bertha von Reventlow (* 20. Februar 1762 Kopenhagen, † 15. September 1818 Preetz), Stiftsdame in Preetz.
6. Heinrich von Reventlow (* 30. September 1763 Kopenhagen, † 31. Januar 1848 Kiel), dänischer Generalmajor, Besitzer von Wittenberg, Kaltenhof, Aakaer (Åkær / Jütland) und Falkenberg ⚭ Sophie Anna von Baudissin (* 20. Dezember 1778 Kopenhagen, † 22. Dezember 1853 Kiel), eine Tochter von Heinrich Friedrich von Baudissin. Söhne dieser Ehe waren Ernst Christian von Reventlow, Friedrich von Reventlou,  Christian Andreas Julius Reventlow und Heinrich von Reventlow
7. Sophie Magdalene von Reventlow (* 30. Mai 1765 Kopenhagen, † 29. Januar 1848 in Preetz), Stiftsdame in Preetz.
8. Caroline Mathilde von Reventlow (* 3. Januar 1767 Kopenhagen, † 21. September 1834 Itzehoe), Stiftsdame in Itzehoe.

## Auszeichnungen
- 31. März 1754 Dannebrog-Orden (Ritter)
- 31. März 1756 Ordre de l’union parfaite
- 29. Januar 1766 Elefanten-Orden[2]